# Лопес, Лаура
Лаура Ло́пес Валье (исп. Laura López Valle; род. 24 апреля 1988, Вальядолид, Кастилия и Леон) — испанская спортсменка-синхронистка, серебряный призёр летних Олимпийских игр 2008 года в группе, чемпионка Европы 2008 года в комбинации, бронзовый призёр чемпионата мира 2007 года в технической программе групп.
Выступала за клуб CN Alcorcón Arena.
Начала заниматься плаванием и синхронным плаванием с четырёх лет под руководством своей матери Кармен, но позднее выбрала именно синхронное плавание из-за элементов хореографии. После завершения спортивной карьеры стала тренером молодёжной сборной Испании по синхронному плаванию.